# Парламентские выборы в Бельгии (1971)
Парламентские выборы 1971 года в Бельгии состоялись 7 ноября. Выборы были внеочередными и явились результатом неспособности партий большой коалиции (католики и социалисты) найти компромисс по этно-лингвистическому вопросу, в частности о статусе коммуны Фурон.
Эти выборы были последними, в которых старейшие политические партии Бельгии, Социально-христианская и Либеральная, формально выступали как единые политические организации.

## Результаты выборов
| Палата представителей | Палата представителей               | Палата представителей | Палата представителей | Палата представителей | Сенат               | Сенат          | Сенат          |
| Партия                | Партия                              | Голосов               | Мест                  | Δ                     | Голосов             | Мест           | Δ              |
| --------------------- | ----------------------------------- | --------------------- | --------------------- | --------------------- | ------------------- | -------------- | -------------- |
|                       | Социально-христианская партия       | 1 587 195 (30,05 %)   | 67                    | ▼ 2                   | 1 547 851 (29,70 %) | 61             | ▲ 30           |
|                       | Либеральная партия                  | 865 657 (16,39 %)     | 34                    | ▼ 13                  | 857 647 (16,46 %)   | 29             | ▲ 7            |
|                       | Бельгийская социалистическая партия | 1 438 626 (27,24 %)   | 61                    | ▲ 2                   | 1 382 023 (26,52 %) | 49             | ▲ 16           |
|                       | Коммунистическая партия Бельгии     | 161 517 (3,06 %)      | 5                     | -                     | 164 454 (3,16 %)    | 1              | ▼ 1            |
|                       | Фламандский народный союз           | 586 917 (11,11 %)     | 21                    | ▲ 1                   | 634 094 (12,17 %)   | 19             | ▲ 10           |
|                       | Франкофонский демократический фронт | 593 745 (11,24 %)     | 24                    | ▲ 12                  | 598 763 (11,49 %)   | 19             | ▲ 10           |
|                       | Партия немецкоязычных бельгийцев    | 7 301 (0,14 %)        | 0                     | -                     | Не участвовали      | Не участвовали | Не участвовали |
|                       | Другие                              | 40 675 (0,77 %)       | 0                     | -                     | 26 571 (0,51 %)     | 0              | -              |
|                       | Всего                               | 5 281 633 (84,22 %)   | 212                   | -                     | 5 211 403 (83,10 %) | 178            | ▲ 72           |

По итогам выборов формально существующая широкая коалиция социально-христианской и социалистической партий смогла сохранить за собой большинство в парламенте Бельгии. Но разногласия внутри коалиции не позволяли надеяться на быстрое преодоление правительственного кризиса. Осложняло задачу формирования правительства также укрепление позиций валлонских и фламандских националистических партий. В результате до конца 1971 года правительство так и не было создано. И только 20 января 1972 года лидер СХП Гастон Эйскенс смог создать очередное правительство из представителей партий большой коалиции.
Следующие парламентские выборы в Бельгии состоялись в 1974 году.